# Nationaal Park Altaj Tavan Bogd
Nationaal Park Altaj Tavan Bogd (Mongools: Алтай Таван Богд байгалийн цогцолбор газар) is gelegen in de ajmag Bajan-Ölgi in het westen van Mongolië. Het gebied werd opgericht tot nationaal park op 28 mei 1996 per parlementaire resolutie (№ 43/1996). Het nationaal park heeft een oppervlakte van 6.560,89 km².

## Kenmerken
Het nationaal park is gelegen in de Mongoolse Altaj en grenst aan zowel China als Rusland. Het gebied is zeer bergachtig en bestaat uit een variëteit aan biotopen, zoals rotshellingen, bergtoendra, besneeuwde bergtoppen, gletsjers, alpenweiden, bergsteppen, halfwoestijnen, verschillende bostypen en rivieren en beken. Het hoogste punt van het nationaal park is de Hüjtenpiek (4.374). Ook zijn er vele historische monumenten bewaard gebleven. Zo kan men hier stenen sculpturen, muurtekeningen en grafheuvels uit de tijd van de Scythen, Hunnen en Turkse volkeren aantreffen. Daarnaast bevinden zich de grootste petrogliefen uit de periode van de Hunnen zich in Nationaal Park Altaj Tavan Bogd. Wetenschappers zijn van mening dat de eerste keizer van China, Qin Shi Huangdi, de Chinese Muur liet bouwen als barrière tegen de Hunnen.

## Dierenwereld
Het nationaal park is een refugium voor zeer zeldzame en bedreigde zoogdieren als de altai-argali (Ovis ammon ammon) en het sneeuwluipaard (Uncia uncia). Lokaal kan men ook soorten als de Siberische steenbok (Capra sibirica), altaiberghoen (Tetraogallus altaicus), wilde zwaan (Cygnus cygnus), Indische gans (Anser indicus), kroeskoppelikaan (Pelecanus crispus), monniksgier (Aegypius monachus), steenarend (Aquila chrysaetos) en het Hodgsons paapje (Saxicola insignis) aantreffen.

## Toegankelijkheid
Voor een bezoek aan het nationaal park is een entreebewijs verplicht. Ook valt een deel van het nationaal park zich in een grensgebied. Om dit gebied te betreden is ook daar een toestemmingsdocument verplicht. Alleen de nomadische volkeren in het gebied kunnen zich zonder deze documenten vrij bewegen.
Altaj Tavan Bogd · 
Bulgan Gol · 
Darĭganga · 
Gorhi-Terelzj · 
Govĭ Gurvan Sajhan · 
Hangajn Nuruu · 
Han Höhii · 
Har Us Nuur · 
Horgo-Terhiin Tsagaan Nuur · 
Högnö-Tarna · 
Hövsgöl Nuur · 
Hustain Nuruu · 
Ih Bogd Uul · 
Ih Gazryn Tsjuulu · 
Mjangan Ugalzatyn · 
Mongol Els · 
Mönhhajrhan Uul · 
Nojon Hangaj · 
Öndörhaan Uul · 
Onon Balzj · 
Orhony Hödii · 
Siilhemiin Nuruu · 
Tarvagatajn Nuruu · 
Tengis-Sjesjgediin Golyn Aj Sav · 
Tsambagarav Uul · 
Tsjigertejn Golyn Aj Sav · 
Tuzjiin Nars · 
Ulaagtsjiny Har Nuur · 
Zar Bajdgariin Golyn Ehen Sav
- Gemeinsame Normdatei: 7594771-7
- Virtual International Authority File: 243224784